# Quillacollo
Quillacollo ist eine Mittelstadt im Departamento Cochabamba im südamerikanischen Anden-Staat Bolivien.

## Lage im Nahraum
Quillacollo ist der zentrale Ort des Municipios Quillacollo und Verwaltungshauptstadt der Provinz Quillacollo. Die Stadt befindet sich im dicht besiedelten Cochabamba-Tal, das sich über eine Fläche von etwa 25 mal 10 Kilometer ausdehnt und dessen umgebenden Berge Höhen bis über 5.000 m aufweisen. Sie liegt südlich der Kordillere von Cochabamba auf einer Höhe von 2425 m am Río Rocha, einem der Quellflüsse des bolivianischen Río Grande.

## Geographie
Quillacollo liegt im Übergangsbereich zwischen der Anden-Gebirgskette der Cordillera Central und dem bolivianischen Tiefland.
Die mittlere Durchschnittstemperatur der Region liegt bei etwa 18 °C (siehe Klimadiagramm Cochabamba) und schwankt nur unwesentlich zwischen 14 °C im Juni/Juli und 20 °C im Oktober/November. Der Jahresniederschlag beträgt nur rund 450 mm, bei einer ausgeprägten Trockenzeit von Mai bis September mit Monatsniederschlägen unter 10 mm und einer Feuchtezeit von Dezember bis Februar mit 90 bis 120 mm Monatsniederschlag.

## Verkehrsnetz
Quillacollo liegt in einer Entfernung von dreizehn Straßenkilometern westlich der bolivianischen Großstadt Cochabamba, Hauptstadt des Departamentos.
Durch Quillacollo führt die 1657 Kilometer lange Nationalstraße Ruta 4, die ganz im Westen an der chilenischen Grenze bei Tambo Quemado beginnt. Sie führt quer durch das ganze Land über Quillacollo, Cochabamba, Villa Tunari und Santa Cruz und endet im südöstlichen Teil des Landes an der Grenze zu Brasilien bei der Stadt Puerto Quijarro.

## Bevölkerung
Quillacollo ist eine von mehreren Trabantenstädten im Agglomerationsraum Cochabamba, und die Stadt Cochabamba selbst nähert sich mit ihrer Bevölkerung der Millionengrenze. Viele Berufstätige aus Quillacollo arbeiten in Cochabamba, die beiden Städte sind durch die Avenida Blanco Galindo miteinander verbunden.
Die Einwohnerzahl der Ortschaft ist in den vergangenen dreieinhalb Jahrzehnten – auch durch Eingemeindungen – auf ein Mehrfaches angestiegen:
| Jahr | Einwohner | Quelle       |
| ---- | --------- | ------------ |
| 1976 | 19.433    | Volkszählung |
| 1992 | 51.418    | Volkszählung |
| 2001 | 74.980    | Volkszählung |
| 2012 | 117.859   | Volkszählung |
| 2024 |           | Volkszählung |

Die Region weist einen hohen Anteil an Quechua-Bevölkerung auf, im Municipio Quillacollo sprechen trotz der großstädtischen Überformung 55,8 Prozent der Bevölkerung Quechua.

## Städtisches Leben
Die Architektur der Stadt hat nachkoloniale Züge, daneben gibt es aber auch moderne Wohn- und Geschäftsbauten.
Eine der Haupteinnahmequellen der Stadt ist der Tourismus. Quillacollo ist bekannt für seine Flohmärkte und Obst- und Gemüsemärkte, vor allem aber auch für das jährlich im August stattfindende Festival Virgen de Urkupiña, eines der größten in Bolivien neben dem Karneval von Oruro. Schätzungsweise 500.000 Pilger besuchen Jahr für Jahr das Heiligtum der Jungfrau von Quillacollo, darunter auch viele ausländische Touristen.